# Frederic Moore
Frederic Moore (13 de maio de 1830 – 10 de maio de 1907) foi um entomólogo britânico.